# Nowi Brody
Nowi Brody (ukr. Нові Броди, przed 2016 Czerwoni Partyzany, ukr. Червоні Партизани) – wieś na Ukrainie, w obwodzie czernihowskim, w rejonie koriukowskim, w hromadzie Mena. W 2001 liczyła 174 mieszkańców, spośród których 163 wskazało jako ojczysty język ukraiński, a 11 rosyjski.